# Frederiksværk
Frederiksværk – miasto w Danii w gminie Halsnæs (niegdyś Frederiksværk-Hundested), do roku 2007 siedziba gminy Frederiksværk. Miasto leży nad fiordem Roskilde Fjord. Według spisu ludności z 2018 roku miejscowość liczy 12 451 mieszkańców. 
Wybudowany w 1719 roku Arresø Kanal łączący Roskilde Fjord z jeziorem Arresø umożliwił budowę we Frederiksværk pierwszych elektrowni wodnych i fabryk. Miejscowość stała się pierwszym miastem przemysłowym w Danii. Produkowano tu głównie broń dla duńskiej armii.